# Isabel de Angulema
Isabel de Angulema (1186/1189- abadía de Fontevrault, 31 de mayo de 1246) fue una noble francesa. Por sus dos matrimonios, fue reina consorte de Inglaterra y luego condesa de La Marche. También se convirtió en condesa de Angulema en derecho propio al ser la única hija del conde Aymer III de Angulema, y de Alicia de Courtenay, hija a su vez de Pedro I de Courtenay, el menor de los hijos del rey Luis VI de Francia.

## Matrimonios y descendencia
En 1189, el príncipe Juan de Inglaterra, apodado Juan sin Tierra, se había casado con Isabel de Gloucester, hija y heredera de Guillermo FitzRobert, segundo conde de Gloucester (a Isabel se le han dado diversos nombres a través de la historia, tales como Avisa, Hawise, Joan y Eleanor). No tuvieron hijos, y en 1199, Juan pidió la anulación de su matrimonio alegando consanguinidad ―el abuelo de Isabel era Roberto de Gloucester, hijo ilegítimo del rey Enrique I de Inglaterra. El 6 de abril de ese mismo año, Juan ascendió al trono inglés. Isabel se casaría con Geoffrey de Mandeville en segundas nupcias, y con Hubert de Burgh en terceras nupcias.
Tras haber conseguido la anulación de su primer matrimonio, Juan sin Tierra vuelve a casarse en la ciudad francesa de Burdeos el 24 de junio de 1200 con Isabel de Angulema, de apenas doce años de edad, a la que había raptado el mismo día de su boda con Hugo IX de Lusignan, heredero del conde de La Marche. Era la única hija de Aymer Taillefer, conde de Angulema. Isabel tuvo con el rey cinco hijos, incluyendo a dos varones:
- Enrique III (castillo de Winchester, 1 de octubre de 1207-palacio de Westminster, 16 de noviembre de 1272), sucesor de su padre en el trono de Inglaterra.
- Ricardo (castillo de Winchester, 5 de enero de 1209-Berkhamsted, 2 de abril de 1272), creado conde de Cornualles en 1227, y elegido (pero nunca coronado) Rey de romanos(1256-1272) luego de la caída de la dinastía Hohenstaufen.
- Juana (Normandía, 22 de julio de 1210-Havering-atte-Bower, Essex, 5 de marzo de 1238), casada con el rey Alejandro II de Escocia.
- Isabel (Gloucester, 1214-Foggia, Italia, 1 de diciembre de 1241), casada con Federico II Hohenstaufen, emperador de Alemania, rey de Sicilia y Jerusalén.
- Leonor (1215-Montargis, Francia, 13 de abril de 1275), casada primero con Guillermo Marshal, II conde de Pembroke, y luego con Simón de Montfort, VI conde de Leicester, el cual sería el virtual gobernante de Inglaterra (1264-1265), durante la segunda guerra de los barones.

A Juan se le atribuye un gran gusto por la lujuria, según los cronistas de su época, e incluso por el embellecimiento, y también se dice que tuvo muchos hijos ilegítimos.
Dos años más tarde de su boda, el 16 de junio de 1202, la muerte de su padre convierte a Isabel en condesa de Angulema por derecho propio.
Muerto el rey Juan el 18 de noviembre de 1216, Isabel regresa inmediatamente a su condado de Angulema en Francia, dejando en Inglaterra a los cinco hijos habidos de su matrimonio.
El 10 de marzo de 1220, Isabel contrae segundas nupcias nada menos que con el hijo del que fuera su antiguo prometido, Hugo X de Lusignan, conde de La Marche desde noviembre del año anterior. De este matrimonio nacerían nueve hijos:
1. Hugo XI de Lusignan (1221-1250), conde de La Marche y conde de Angulema. Casado con Yolanda de Bretaña, condesa de Penthièvre y de Porhoet, con quien tuvo hijos.
2. Aymer de Lusignan (1222-1260), obispo de Winchester.
3. Inés de Lusignan (1223-1269), casada con Guillermo II de Chauvigny (fallecido en 1270), con descendencia.
4. Alicia de Lusignan (1224-9 de febrero de 1256), casada con John de Warenne, VII conde de Surrey, con quien tuvo hijos.
5. Guy de Lusignan (c. 1225-1264), murió en la batalla de Lewes. (Tufton Beamish sostiene que huyó a Francia después de la batalla de Lewes y murió allí en 1269).
6. Godofredo de Lusignan (c. 1226-1274), casado en 1259 con Juana, vizcondesa de Châtellerault, con quien tuvo hijos.
7. Guillermo de Lusignan (c. 1228-1296), conde de Pembroke. Casado con Joan de Munchensi, con quien tuvo hijos.
8. Margarita de Lusignan (c. 1229-1288), casada en primeras nupcias en 1243 con Raimundo VII de Tolosa, y en segundo lugar c. 1246 con Aimery IX de Thouars, vizconde de Thouars, y tuvieron hijos.
9. Isabel de Lusignan (1234-14 de enero de 1299), casada en primer lugar antes de 1244 con Mauricio IV de Craon (1224-1250), con quien tuvo descendencia. Se casó en segundas nupcias con Geoffrey de Rancon.Tumba de Isabel en la Abadía de Fontevraud.

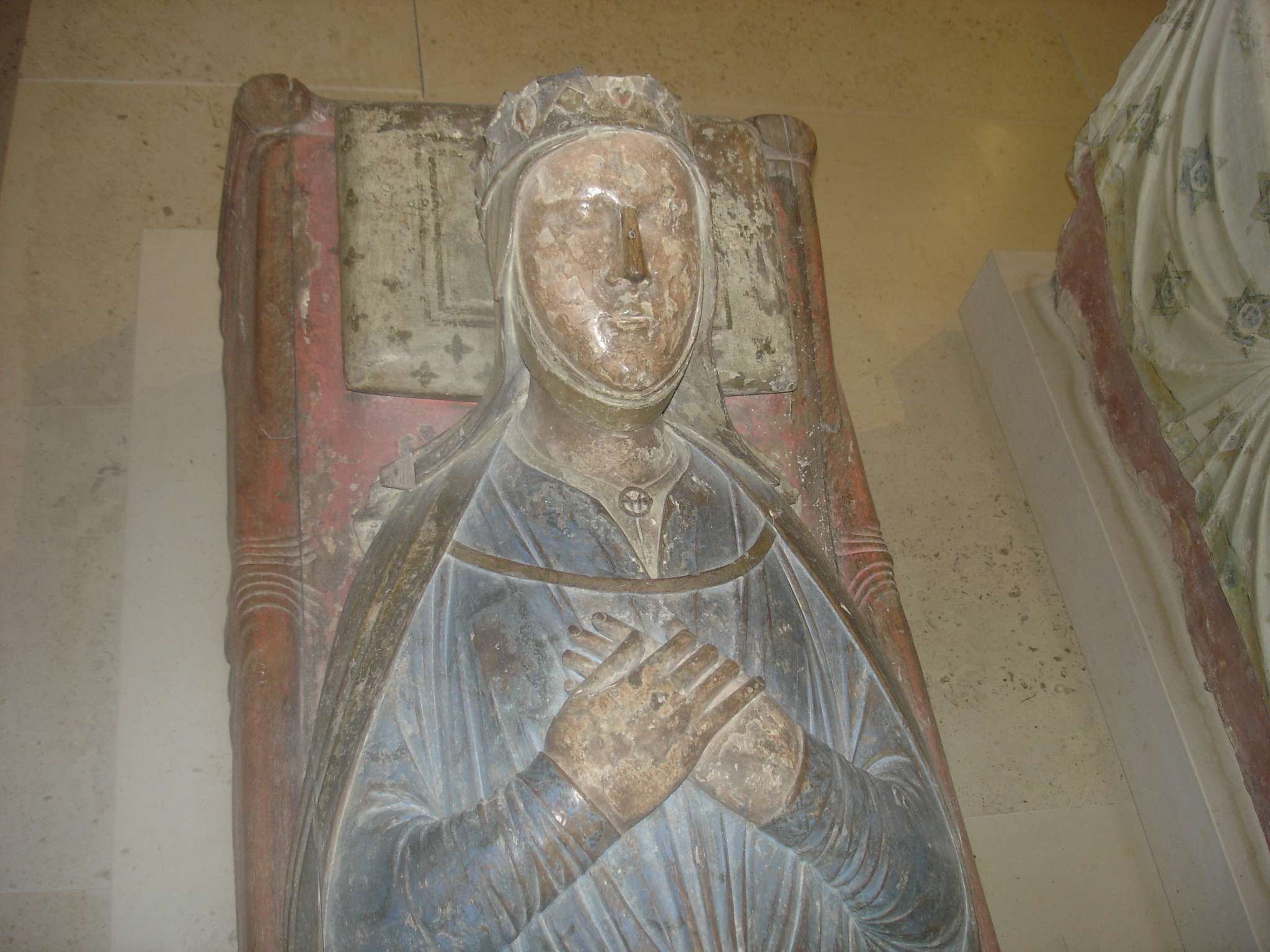
Tumba de Isabel en la Abadía de Fontevraud.

### Muerte
Acusada de conspirar contra el rey Luis IX de Francia en 1244, Isabel se refugió en la abadía de Fontevrault, donde murió el 31 de mayo de 1246, a los 57 años de edad, siendo sepultada por deseo propio en el cementerio de dicha abadía.